# Кирил Мильовски
Кирил Николов Мильовски (на македонска литературна норма: Кирил Миљовски) е югославски комунистически партизанин, академик и пръв ректор на Университета в Скопие. Посланик на Югославия в България.

## Биография
Роден е на 27 май 1912 година в Ресен, тогава в Османската империя, днес Северна Македония. Син е на българския революционер от ВМРО Никола Мильовски. Синът му Яне Мильовски е министър на финансите в Република Македония. Завършва основно училище и гимназия в Охрид, а седми и осми клас – в Битоля. След това се записва в Загребския университет, от който се дипломира през 1939 година.
През 1941 година Мильовски е арестуван от българската полиция и лежи два месеца в затвора. През юли 1942 година участва на тайна среща, организирана от Димитър Чкатров. По-късно става партизанин и член на редакцията на списание „Илинденски път“. След като ходът на войната трайно тръгва във вреда на Германия, той започва да привлича македонските българи в партизанските редове с обещанието, че влизането им в дотогава небългарското партизанско движение ще даде право на самоопределение на македонските българи в следвоенна Югославия.
През 1944 година Мильовски става секретар на Инициативния комитет за свикване на АСНОМ. Делегат е на Първото заседание на АСНОМ и е избран е за член на Президиума на АСНОМ. По-късно е министър на търговията и снабдяването.
През 1949 година е избран за редовен професор в Земеделско-лесотехническия факултет и за пръв ректор на Скопския университет (от 1949 до 1954 година). През 1962 година издава „Македонския въпрос в националната програма на ЮКП (1919 – 1937 г.)“ (Македонското прашанье во националната програма на КПЮ).
През 1967 година Мильовски става член на Македонската академия на науките и изкуствата и секретар на Отделението за обществени науки на академията. В Юридическия факултет преподава политикономия I и II като хоноруван преподавател.